# Zlati pravokotnik
Zlati pravokotnik je pravokotnik, katerega osnovnica a z višino b tvori zlato razmerje:
{\displaystyle {a \over b}=\phi .}
Alternativni konstrukciji zlatih pravokotnikov prikazuje Slika 1:
Za konstrukcijo zlatega pravokotnika moramo imeti podano eno izmed stranic; na Sliki 1 je to osnovnica a = AB, ki predstavlja daljšo stranico, major M. Na stranico AB očrtamo zlati pravokotnik ABIJ po klasični konstrukciji zlatega reza na stranici AB. V primeru, da stranica AB predstavlja krajšo stranico pravokotnika, minor m, posežemo po konstrukciji razširitve daljice v zlatem rezu in dobimo zlati pravokotnik AFGH.